# 高湖镇 (青田县)
高湖镇，是浙江省青田县下辖的一个建制镇，位于县城西21.5公里，面积88.68平方公里。

## 下辖
高湖镇下辖16个行政村：
- 东三、西圩、西山、高湖、桐川、角坑、坦头山、良川、北济、内冯、外冯、万济、岭头、上黄、外黄、底坑